# Attalea barreirensis
Attalea barreirensis är en enhjärtbladig växtart som beskrevs av Sidney Frederick Glassman. Attalea barreirensis ingår i släktet Attalea och familjen Arecaceae. Inga underarter finns listade i Catalogue of Life.